# Jack Jewsbury
Jack Jewsbury (* 13. April 1981 in Joplin, Missouri) ist ein US-amerikanischer Fußballspieler auf der Position eines Mittelfeldspielers. Zurzeit spielt er für die Portland Timbers in der höchsten Spielklasse im nordamerikanischen Fußball, der Major League Soccer (MLS).

## Karriere

### Jugend und College
Jewsbury besuchte die Kickapoo High School in Missouri Springfield. In seinem letzten Jahr erzielte er 59 Tore während einer Saison für die Schulmannschaft und stellte einen neuen Rekord in dem Bundesstaat auf. Insgesamt erzielte er 124 Tore in seinen vier High-School-Jahren. Er wurde mehrmals ausgezeichnet und war in diversen Auswahlmannschaften aktiv.
Nach der High School wechselte er auf die Saint Louis University und war dort vier Jahre lang Teil der St. Louis Billikens. Er wurde zweimal in die erste Mannschaft der All-Conference USA berufen. Neben dem College spielte er auch für die Kansas City Brass in der USL Premier Development League.

### Vereinskarriere
Seine Profikarriere startete im Jahre 2003, als er beim MLS SuperDraft als 43. Pick zu den Kansas City Wizards in die Major League Soccer gedraftet wurde. In seiner ersten Saison stand er insgesamt 66 Minuten für die Wizards auf dem Platz und wurde zeitweise an die Syracuse Salty Dogs ausgeliehen. In seinem zweiten Jahr war er öfters auf dem Feld und konnte sich schnell zu einem guten Spieler für die Mannschaft entwickeln. In den kommenden Jahren festigte er seinen Stammplatz im Team.
Am 1. März 2011 wechselte er für eine Ablösesumme zu den Portland Timbers. Kurz nach seiner Ankunft wurde er zum Kapitän der Mannschaft ernannt und erzielte am Ende der Saison die meisten Tore für die Mannschaft.

## Erfolge

### Kansas City Wizards
- Lamar Hunt U.S. Open Cup (1): 2004
- Major League Soccer Western Conference Championship (1): 2004